# Kỹ năng sinh tồn

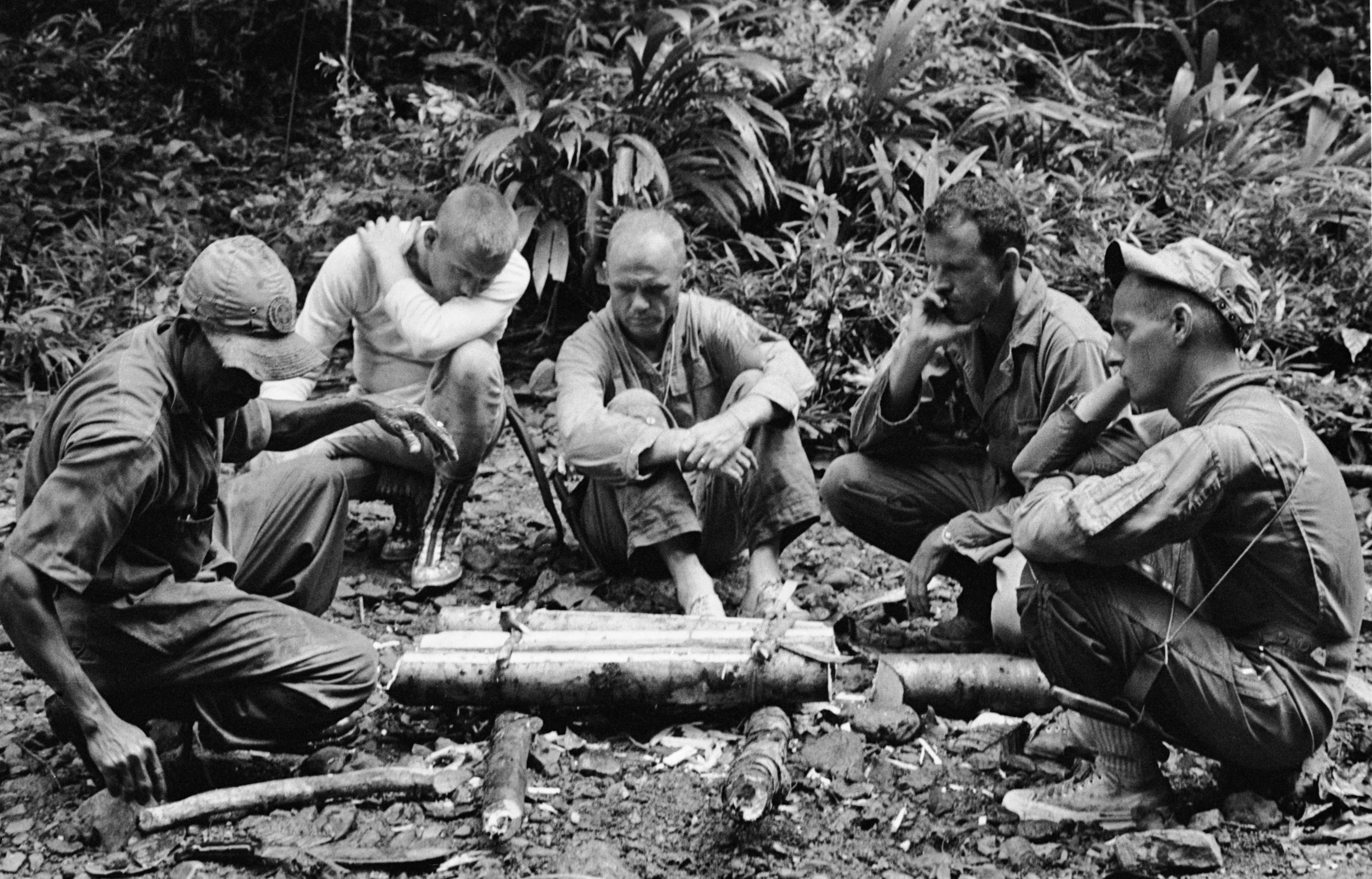
Các phi hành gia tham gia khóa huấn luyện sinh tồn nhiệt đới tại một căn cứ không quân gần kênh đào Panama, 1963. Từ trái sang phải là một huấn luyện viên không xác định, Neil Armstrong, John H. Glenn Jr., L. Gordon Cooper và Pete Conrad. Huấn luyện sinh tồn rất quan trọng đối với các phi hành gia, vì một vụ phóng tên lửa bị ngừng giữa chừng hoặc reentry sai chỗ có thể có khả năng đưa họ đến một khu vực hoang dã xa xôi.

Kỹ năng sinh tồn là những kỹ thuật mà một người có thể sử dụng để duy trì sự sống trong bất kỳ loại môi trường tự nhiên hoặc môi trường xây dựng nào. Những kỹ thuật này nhằm cung cấp các nhu yếu phẩm cơ bản cho cuộc sống của con người bao gồm nước, thức ăn và nơi trú ẩn. Các kỹ năng cũng hỗ trợ kiến thức và tương tác thích hợp với động vật và thực vật để thúc đẩy sự duy trì sự sống trong một khoảng thời gian. Kỹ năng sinh tồn thường gắn liền với nhu cầu sống sót trong tình huống thảm họa. Kỹ năng sinh tồn thường là những ý tưởng và khả năng cơ bản mà người xưa đã phát minh ra và sử dụng trong hàng ngàn năm. Các hoạt động ngoài trời như đi bộ đường dài, đeo ba lô, cưỡi ngựa, câu cá và săn bắn đều đòi hỏi các kỹ năng sinh tồn hoang dã cơ bản, đặc biệt là xử lý các tình huống khẩn cấp. Bushcraft và chủ nghĩa sống nguyên thủy thường do con người tự thực hiện, nhưng đòi hỏi nhiều kỹ năng tương tự như sinh tồn.

## Sơ cứu

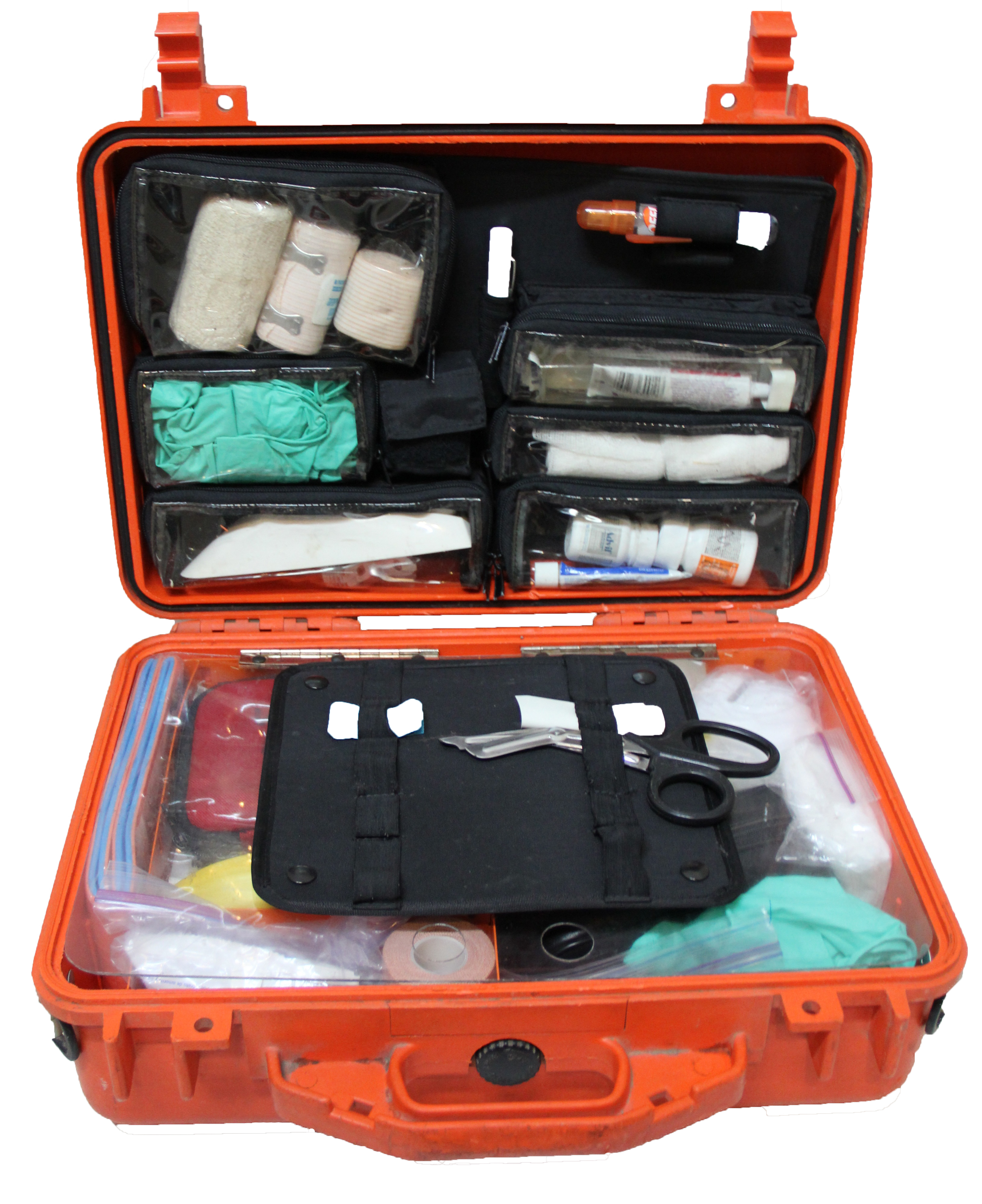
Một bộ dụng cụ sơ cứu có chứa thiết bị để điều trị chấn thương và bệnh tật thông thường

Sơ cứu (đặc biệt là sơ cứu nơi hoang dã) có thể giúp một người sống sót và hoạt động với các chấn thương và bệnh tật có thể giết chết hoặc làm mất khả năng của anh ta/cô ta. Chấn thương phổ biến và nguy hiểm bao gồm:
- Vết cắn từ rắn, nhện và các động vật có độc
- Gãy xương
- Bỏng

- Buồn ngủ

- Nhức đầu

- Đau đầu
- Đau tim
- Xuất huyết
- Hạ thân nhiệt và tăng thân nhiệt
- Nhiễm trùng qua thực phẩm, tiếp xúc với động vật hoặc uống nước không uống được hoặc từ vết cắt của con vật có độc
- Ngộ độc do tiêu thụ hoặc tiếp xúc với cây độc hoặc nấm độc
- Bong gân, đặc biệt là mắt cá chân
- Nôn
- Vết thương, có thể bị nhiễm trùng

Người sống sót có thể cần phải áp dụng nội dung của bộ sơ cứu hoặc, nếu có kiến thức cần thiết, cây thuốc tự nhiên, bất động tay chân bị thương, hoặc thậm chí vận chuyển đồng đội bị mất khả năng đi lại.

## Nơi trú ẩn

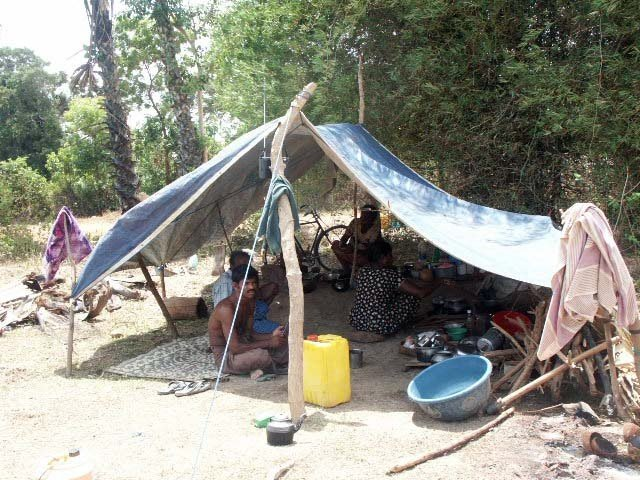
Nơi trú ẩn được xây dựng từ tarp và gậy. Trong ảnh là những người di cư thoát khỏi Nội chiến Sri Lanka

Nhiều người bị buộc phải sống trong tình huống sinh tồn thường có nguy cơ gặp nguy hiểm vì tiếp xúc trực tiếp với các yếu tố. Hầu hết mọi người trong những tình huống sống sót chết vì kháng / chứng thân nhiệt cao tấn công, hoặc động vật. Một nơi trú ẩn có thể bao gồm từ một nơi trú ẩn tự nhiên, chẳng hạn như một hang động, hang đá nhô ra, hoặc một cành cây đổ xuống, cho đến một nơi trú ẩn nhân tạo như một túp lều, nơi trú ẩn của hố cây, hoặc hang tuyết, cho đến con người hoàn toàn cấu trúc được tạo ra như một tấm bạt, lều hoặc nhà dài. Cần lưu ý rằng một số thuộc tính phổ biến giữa các cấu trúc này là:
- Vị trí (tránh xa các mối nguy hiểm, như vách đá và các vật liệu gần đó, như nguồn thực phẩm)
- Cách nhiệt (từ mặt đất, mưa, gió, không khí hoặc mặt trời)
- Nguồn nhiệt (nhiệt cơ thể hoặc lửa nóng)
- Nơi trú ẩn cá nhân hoặc nhóm (có nhiều cá nhân)

## Lửa
Lửa (theo thuật ngữ chuyên nghiệp) là một phản ứng đốt cháy giữa oxy và nhiên liệu, tạo ra nhiệt và khói. Nhiệt thu được từ phản ứng có thể kéo dài hoặc ngăn ngừa nguy cơ hạ thân nhiệt. Thắp sáng một ngọn lửa mà không cần một cái bật lửa hoặc diêm quẹt, ví dụ bằng cách sử dụng đá lửa tự nhiên và một tảng đá hoặc kim loại với vật liệu cháy khô, là một chủ đề thường xuyên của cả hai cuốn sách về sự tồn tại và trong các khóa học sống còn, thường do thiếu nguyên liệu cho biết nếu một cá nhân đã bị mắc kẹt. Có một sự nhấn mạnh về việc thực hành các kỹ năng tạo lửa trước khi mạo hiểm vào vùng hoang dã. Sản xuất lửa trong các điều kiện bất lợi đã được thực hiện dễ dàng hơn nhiều bằng cách giới thiệu các công cụ như bật lửa mặt trời và pít-tông lửa.
Lửa được bắt đầu bằng một nhiệt lượng tập trung, như trong trường hợp của tia lửa mặt trời, hoặc thông qua một tia lửa, như trong trường hợp đá lửa đập vào đá hoặc kim loại. Ngọn lửa thường sẽ bị thổi tắt nếu có gió quá mức (chẳng hạn như quạt quá lửa hoặc gió mạnh) hoặc nếu nhiên liệu hoặc môi trường quá ẩm ướt để có thể đốt lửa.
Một ví dụ về kỹ thuật tạo lửa bao gồm sử dụng súng bắn bằng thuốc súng màu đen nếu có. An toàn súng đúng cách là được biết đến với kỹ thuật này để tránh thương tích hoặc tử vong. Kỹ thuật này bao gồm việc xé vải cotton hoặc gạt xuống nòng súng cho đến khi vải chống lại điện tích bột. Tiếp theo, khẩu súng được bắn lên trên để tránh tự bắn vào người, sau đó một người tiến hành chạy và nhặt mảnh vải được phóng ra khỏi nòng súng, rồi thổi vào ngọn lửa. Nó hoạt động tốt hơn nếu có một nguồn cung cấp chất kết dính trong tay để vải có thể được đặt vào nó để bắt đầu quá trình cháy.
Lửa được coi như một công cụ đáp ứng nhiều nhu cầu sinh tồn. Cùng với nhu cầu được đề cập ở trên, nó cũng khử trùng nước (thông qua đun sôi và ngưng tụ), và có thể được sử dụng để nấu và ngăn ngừa bệnh tật trong thực phẩm như thịt động vật. Một lợi thế khác được thể hiện qua lửa là một sự thúc đẩy tâm lý thường bị bỏ qua thông qua ý thức về sự an toàn và bảo vệ mà nó mang lại. Trong tự nhiên, lửa có thể mang lại cảm giác như ở nhà, một tâm điểm, ngoài việc là một nguồn năng lượng thiết yếu. Lửa có thể ngăn cản động vật hoang dã can thiệp vào một cá thể, tuy nhiên động vật hoang dã có thể bị thu hút bởi ánh sáng và sức nóng của lửa.

## Nước

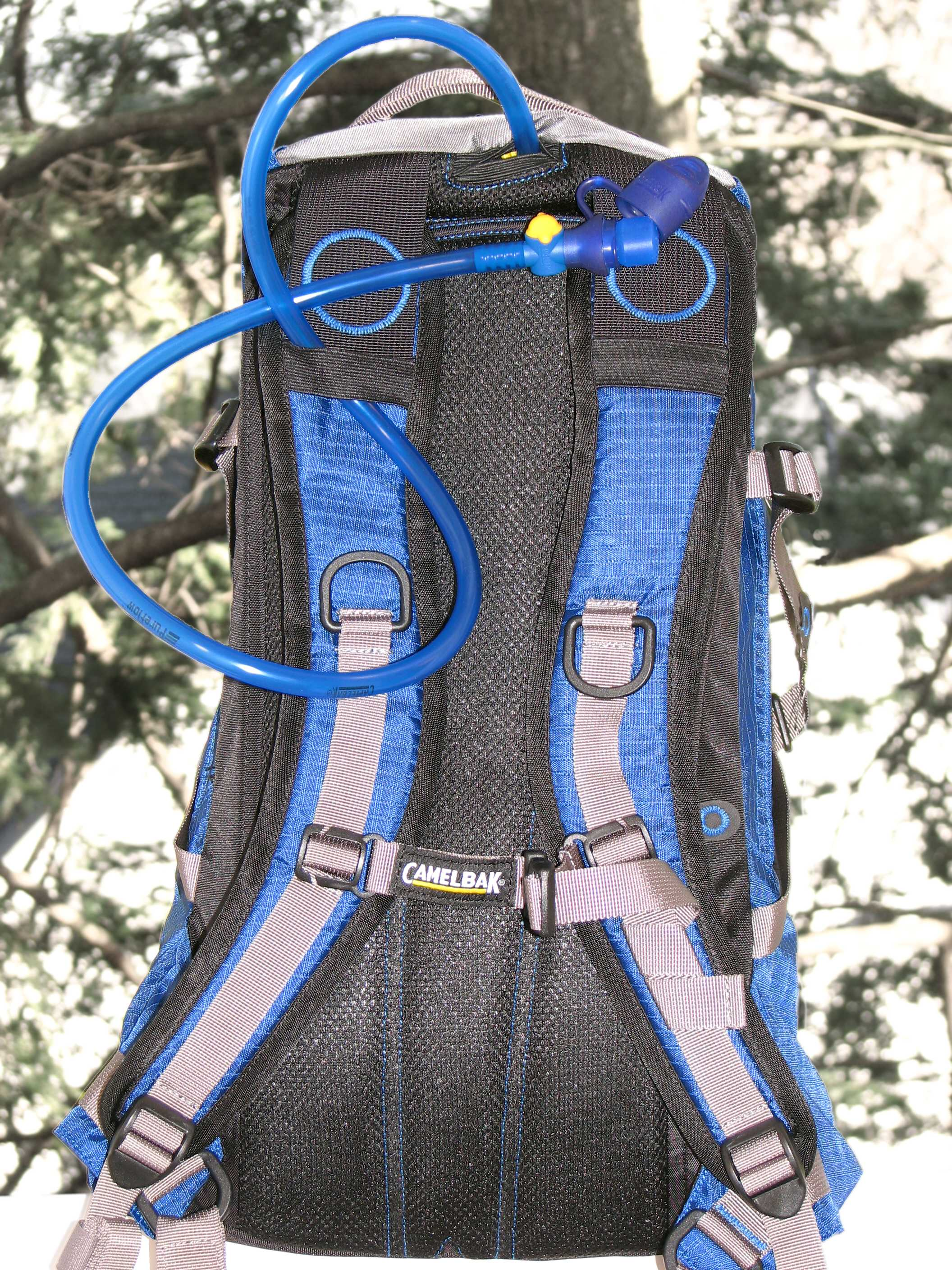
Balô hydrat hóa được sản xuất bởi Camelbak

Một con người có thể sống sót trung bình từ ba đến năm ngày mà không cần uống nước. Các vấn đề được đưa ra bởi nhu cầu về nước chỉ ra rằng mất nước không cần thiết do mồ hôi nên tránh trong các tình huống sinh tồn. Nhu cầu về nước tăng lên khi tập thể dục. Vì cơ thể con người bao gồm tới 89% là nước, nên không có gì ngạc nhiên khi nước có trong danh sách cấp thiết, cao hơn cả lửa hoặc thực phẩm. Tốt nhất, một người nên uống khoảng một gallon nước mỗi ngày. Nhiều người mất mạng vì mất nước, và/hoặc ảnh hưởng suy nhược của mầm bệnh sinh ra từ nước không được xử lý.
Một người thông thường sẽ mất tối thiểu hai đến tối đa bốn lít nước mỗi ngày trong điều kiện bình thường và nhiều hơn trong thời tiết nóng, khô hoặc lạnh. Bốn đến sáu lít nước hoặc các chất lỏng khác thường được yêu cầu mỗi ngày ở nơi hoang dã để tránh mất nước và giữ cho cơ thể hoạt động tốt. Cẩm nang sinh tồn của Quân đội Hoa Kỳ không khuyến nghị chỉ uống nước khi khát, vì điều này dẫn đến thiếu nước. Thay vào đó, nước nên được uống trong khoảng thời gian thường xuyên. Các nhóm khác khuyến nghị phân phối nước thông qua "kỷ luật nước".
Thiếu nước gây mất nước, có thể dẫn đến uể oải, đau đầu, chóng mặt, rối loạn và cuối cùng là tử vong. Ngay cả mất nước nhẹ cũng làm giảm sức chịu đựng và làm suy yếu sự tập trung, điều này rất nguy hiểm trong tình huống sinh tồn, nơi suy nghĩ rõ ràng là điều cần thiết. Nước tiểu màu vàng hoặc nâu sẫm là một chỉ số chẩn đoán mất nước. Để tránh mất nước, ưu tiên cao thường được chỉ định để định vị nguồn cung cấp nước uống và làm nước đó an toàn nhất có thể.
Các nghiên cứu gần đây cho rằng đun sôi nước hoặc bộ lọc thương mại an toàn hơn đáng kể so với việc sử dụng hóa chất, ngoại trừ clo dioxide.